# Métro de Bombay
Le métro de Mumbai est un système de transport rapide desservant la ville de Mumbai et la région métropolitaine de Mumbai au sens large dans le Maharashtra, en Inde .
Alors que la Maharashtra Metro Rail Corporation Limited est responsable de tous les projets de métro en cours de développement dans le Maharashtra, à l'exception de ceux de la zone métropolitaine de Mumbai, la Mumbai Metropolitan Region Development Authority est l'autorité responsable de l'entretien du système de métro dans la région du Grand Mumbai.
Le système de métro est conçu pour réduire les embouteillages dans la ville et compléter le réseau ferroviaire de banlieue surchargé de Mumbai . Il est construit en trois phases, sur une période de 15 ans, et son achèvement global est prévu pour octobre 2026. Le métro de Mumbai est le quatrième réseau de métro opérationnel le plus long d'Inde avec une longueur opérationnelle de près de 59,5 km en date de janvier 2023. Une fois terminé, le système principal comprendra seize lignes de métro à grande capacité, s'étendant sur un total de plus de 523 km (25 % souterrain, le reste surélevé, avec une minuscule partie construite au niveau du sol) et desservi par 350 stations.
En juin 2006, le Premier ministre Manmohan Singh a posé la première pierre de la première phase du projet de métro de Mumbai, bien que les travaux de construction aient commencé en février 2008,,. Un essai réussi a été réalisé en mai 2013,,, et la première ligne du système a commencé à fonctionner le 8 juin 2014. De nombreux projets de métro ont été retardés en raison de retards dans l’obtention des autorisations environnementales, de problèmes d’acquisition de terrains et de manifestations.
Après près de huit ans, deux nouveaux corridors de métro, 2A et 7, ont été inaugurés le 2 avril 2022 et sont désormais opérationnels. Le 5 octobre 2024, la section souterraine de 12 km de la ligne Aqua reliant BKC à Aarey Jogeshwari-Vikhroli Link Road a été inaugurée. De plus, 8 autres lignes de métro sont actuellement en construction dans la ville.

## Histoire
Étant la capitale du Maharashtra, Mumbai est l'une des plus grandes villes du monde. En 2011, elle accueille une population supérieure à 20 millions d'habitants dans sa zone urbaine et un taux de croissance démographique d'environ 2 % par an. 88% de la population utilise le système de transports en commun. Le chemin de fer de banlieue de Mumbai existant transporte plus de 7 millions de passagers quotidiens et est complété par le système de bus Brihanmumbai Electric Supply and Transport (BEST).
Les tramways de l'ère coloniale ont été arrêtés dans la première moitié des années 1960 ; la dernière circulation ayant eu lieu en 1964. Jusqu’aux années 1980, les transports à Mumbai ne constituaient pas un gros problème pour les 8 millions d'habitants.
Cependant, en raison des contraintes géographiques de la ville et de la croissance démographique rapide, le développement des infrastructures routières et ferroviaires n'a pas été en mesure de suivre le rythme de la demande croissante : la population a doublée entre 1980 et 2015.
De plus, le chemin de fer de banlieue de Mumbai, bien que vaste, n'est pas construit selon les spécifications d'un transport rapide. L'objectif principal du métro de Mumbai est de fournir des services de transport en commun rapide aux personnes situées à une distance d'approche comprise entre 1 et 2 km et de desservir les zones non-reliées par le réseau ferroviaire de banlieue existant. Le plan directeur dévoilé par la MMRDA en 2004 comprenait un total de 147 km de voies dont 32 km en souterrain. Le métro de Mumbai devait être construit en trois phases, pour un coût estimé à 195,25 Millions INR (valeur 2004) En septembre 2009, le projet Hutatma Chowk – Ghatkopar a été réduit à une ligne entre Hutatma Chowk et Carnac Bunder .
En 2011, la MMRDA a dévoilé des plans pour une extension de la ligne de métro Colaba-Bandra-SEEPZ . Selon ses plans antérieurs, les 20 km de la ligne de métro Colaba - Bandra devaient être construits en souterrain sur 10 km de Colaba à Mahalaxmi, puis sur une piste surélevée de Mahalaxmi à Bandra. Cependant, la MMRDA a décidé d'augmenter le nombre de passagers sur la ligne en la faisant passer au-delà de Bandra jusqu'à l'aéroport international Chhatrapati Shivaji Maharaj . Les 33,5 km de la ligne Colaba-Bandra-SEEPZ sera construite au coût de 210 Milliards INR (2011) et sera la première ligne de métro souterraine de la ville. Il y aura 27 stations.

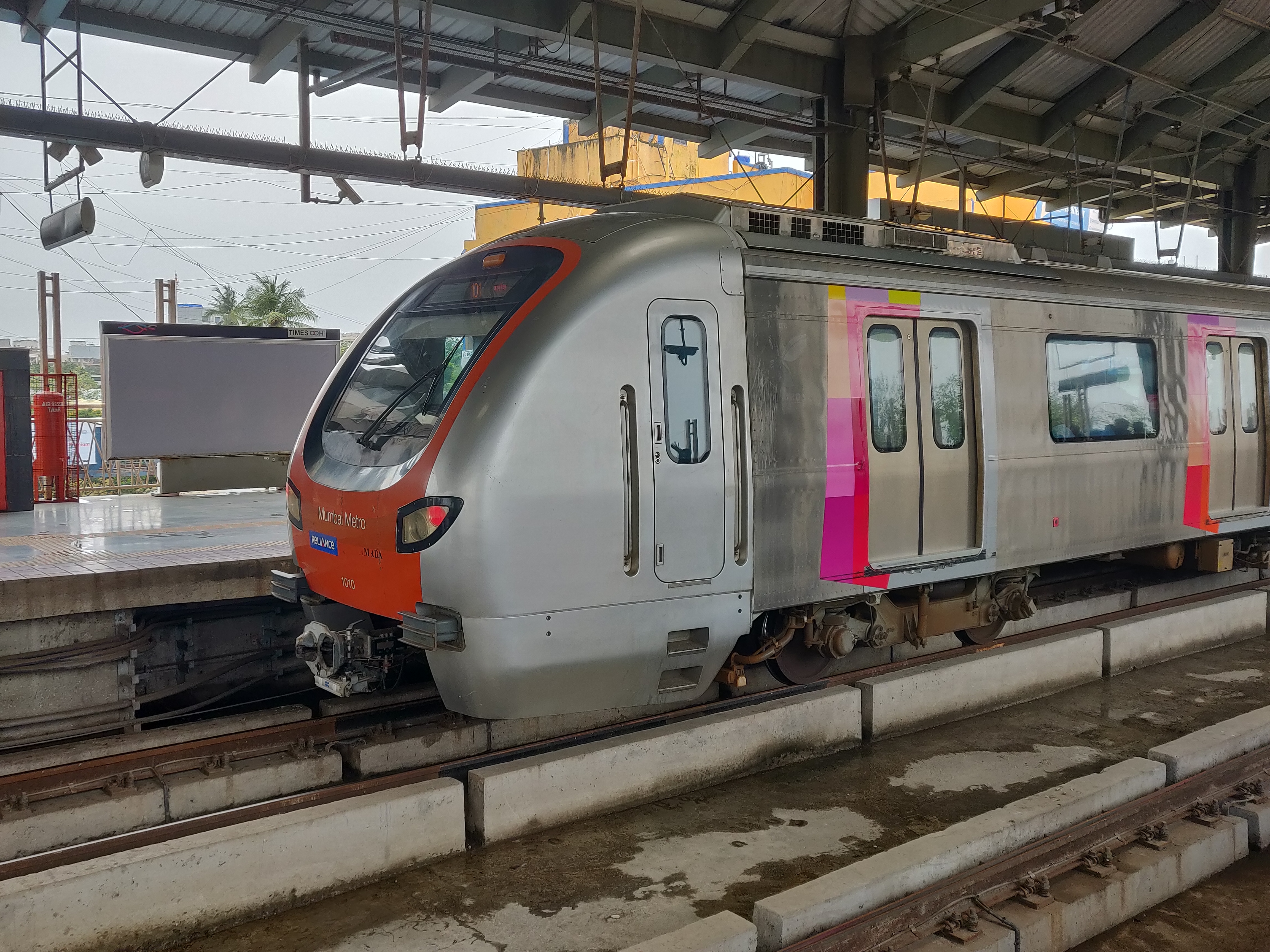
Rame Puzhe CRRC & Alstom sur la ligne 1 à l'approche de la gare d'Andheri en 2019

Le 27 février 2012, le gouvernement de l’Union Indienne a donné son accord de principe au projet de la ligne 3. Les fonds destinés au projet sont empruntés auprès de l'Agence japonaise de coopération internationale (50 %), au gouvernement de l'État (16 %), au gouvernement central (14 %) et à d'autres. En avril 2012, la MMRDA a annoncé son intention d'accorder à la Mumbai Metro Rail Company une plus grande autonomie de gestion, dans le but d'améliorer l'efficacité opérationnelle du projet.
En juillet 2012, la MMRDA a annoncé son intention d'ajouter davantage de lignes de métro à son plan existant, notamment une ligne parallèle à la Western Express Highway de Bandra à Dahisar . Cette ligne devrait permettre de réduire le nombre de passagers sur la Western Line et le trafic automobile sur l'autoroute. Un autre itinéraire proposé de 30 km, la ligne Wadala – Kasarvadavali desservant 28 stations, a reçu l'approbation de principe du gouvernement de l'État en 2013. La MMRDA a également l'intention de convertir le projet de ligne de monorail Lokhandwala–SEEPZ–Kanjurmarg en une ligne de métro. Le plan directeur du métro de Mumbai a été révisé par la MMRDA en 2012, augmentant la longueur totale du réseau proposé à 160,90 km (99,98 moi). En juin 2015, deux nouvelles lignes ont été proposées. Une ligne d' Andheri Ouest à Dahisar Ouest, et une ligne de BKC à Mankhurd. Le tableau suivant présente le plan directeur mis à jour dévoilé par la MMRDA :
| Phase                 | Doubler | Nom de la ligne                 | Longueur (km) |
| --------------------- | ------- | ------------------------------- | ------------- |
| Phase I (2006–2011)   | 1       | Versova – Andheri – Ghatkopar   | 11.07         |
| Phase I (2006–2011)   | 2       | Bandra-Kurla-Mankhurd           | 13.37         |
| Phase I (2006–2011)   | 3       | Colaba – Bandra – Charkop       | 38.24         |
| Phase II (2011–2016)  | 4       | Charkop-Dahisar                 | 7.5           |
| Phase II (2011–2016)  | 5       | Ghatkopar-Mulund                | 12.4          |
| Phase III (2016–2021) | 6       | BKC – Kanjurmarg via l’aéroport | 19,5          |
| Phase III (2016–2021) | 7       | Andheri (Est) – Dahisar (Est)   | 16,5          |
| Phase III (2016–2021) | 8       | Hutatma Chowk – Ghatkopar       | 21,8          |
| Phase III (2016–2021) | 9       | Sewri-Prabhadevi                | 3.5           |

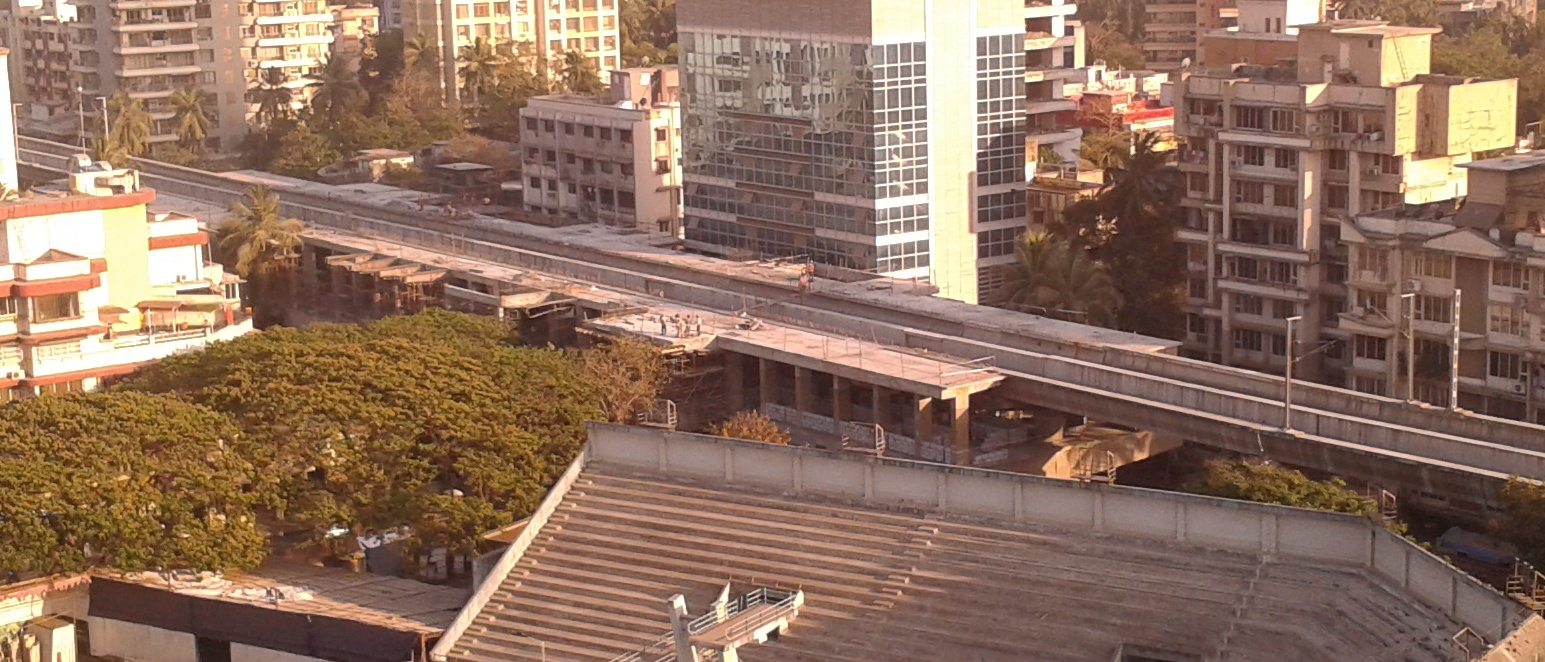
Une station de métro en construction à Andheri en mars 2012

Le 18 février 2013, la MMRDA a signé un protocole d'accord avec Transport for London, l' autorité de transport du Grand Londres . Cet accord facilitera l’échange d’informations, de personnel et de technologies dans le secteur des transports.
Le plan directeur révisé du métro de Mumbai avait proposé une ligne le long de l'itinéraire Thane-Teen Haath Naka-Kaapurbavdi-Ghodbunder Road. Le rapport de faisabilité a conclu que la ligne n'était pas réalisable alors que la plupart des habitants de Thane et des zones voisines se rendaient quotidiennement à Mumbai. Le 14 juin 2014, Chavan a annoncé que la MMRDA examinait plutôt une proposition de ligne de métro le long du nouveau tracé proposé de Wadala-Ghatkopar-Teen Haat Naka. Le rapport préliminaire proposait une ligne de 32 km desservant 29 stations, avec un budget de 220 Milliards INR (2014). Il s'agirait de la quatrième ligne du métro, après que la ligne Charkop-Dahisar précédemment proposée ait été fusionnée avec la ligne Charkop-Bandra-Mankhurd pour former la ligne 2.
En mai 2015, la MMRDA a déclaré avoir commencé à planifier les lignes Andheri-Dahisar et Seepz-Kanjurmarg. Les deux lignes devraient être surélevées, bien que cette dernière pouvait être construite sous terre si un projet d'extension de la ligne 3 jusqu'à Kanjurmarg était entrepris. Les Documents des Prérequis du Projet (DPR) des deux lignes avaient été préparés en 2004, en même temps que le plan directeur, et la MMRDA allait maintenant mettre à jour les DPR. L'agence a également l'intention de construire la ligne 9 du métro comme un couloir souterrain de Sewri à Worli . Cependant, la planification du projet ne débutera qu'après le début des travaux de construction du projet Mumbai Trans Harbour Link.
Dans un rapport du 14 novembre 2014 sur l'annulation de l'accord de Partenariat Privé-Public pour la ligne 2, Mint a cité un haut responsable de la MMRDA : « comme décidé précédemment, toutes les futures lignes du métro de Mumbai seront construites par la Mumbai Metro Railway Corp. Ltd (MMRCL), une coentreprise entre le gouvernement de l'État et le gouvernement de l'Union. ». Le 20 mai 2015, le ministre en chef Devendra Fadnavis a demandé aux responsables d'envisager la construction des lignes Charkop-Bandra-Dahisar et Wadala-Thane-Kasarvadavali en voies sur viaducs/surélevés. Bien que les deux lignes aient été prévus comme des lignes surélevées dans le plan directeur du métro de Mumbai, le Congrès précédent - NCP - avait décidé de construire toutes les lignes de métro sous terre, après des retards et des difficultés causés par l'acquisition de terrains pour la ligne 1. Cependant, Fadnavis estime que les deux lignes proposées pourraient être construites plus rapidement et à moindre coût si elles étaient surélevées en raison du tracé proposé pour l'alignement. Le gouvernement prévoit de mettre en œuvre toutes les futures lignes de métro (à l’exception de la ligne 3) sous forme de lignes surélevés. Le 15 juin 2015, la MMRDA a annoncé qu'elle mettrait en œuvre la ligne 2 du métro en trois parties. La ligne Andheri-Dahisar sera connectée à la ligne 1 existante et à la ligne JVLR - Kanjurmarg proposée.
En juin 2015, Fadnavis a annoncé qu'il demanderait à la Delhi Metro Rail Corporation (DMRC) de l'aider à mettre en œuvre le métro de Mumbai. Il a déclaré qu'il avait l'intention d'étendre le réseau de métro de 109 km (68 mi) avant les élections législatives d'octobre 2019,,.
En juillet 2015, Madan Mohan (BJP) a annoncé que le gouvernement de l'État avait officiellement désigné le DMRC pour réviser et mettre à jour le plan directeur du métro de Mumbai. Le DMRC préparera les DPR pour les lignes d'Andheri Est à Dahisar Est, de Jogeshwari à Kanjurmarg, d'Andheri Ouest à Dahisar Ouest et de Bandra Kurla Complex à Mankhurd. La ligne Andheri-Dahisar sera connectée à la ligne 1 existante et à la ligne JVLR-Kanjurmarg proposée. Il est proposé que les quatre lignes soient surélevées et construites dans le cadre de contrats au comptant. Le coût total des lignes est estimé à 3,5 Milliards INR par km. En outre, la ligne 3 prévue et la ligne Wadala-Ghatkopar-Thane-Kasarvadavli du métro seraient également construites.
Fadnavis a annoncé le 8 avril 2017 que le gouvernement envisageait une ligne de métro circulaire le long de l'itinéraire Kalyan-Dombivli-Taloja. Le projet de 15 km de la ligne relierait Kalyan et Shil Phata avec 13 stations, apportant une connectivité de métro à Kalyan East, Dombivli, Ambernath et Diva,.
Pendant la pandémie de CoViD-19, le métro de Mumbai a fermé entre le 22 mars 2020 et le 19 octobre 2020,.

## Manifestations et retards
Le projet a fait face à des défis juridiques importants et coûteux.
En 2018, des manifestants se sont rassemblés pour protéger les arbres qui devaient être abattus dans le cadre de projets de construction. Le gouvernement central a d'abord proposé la construction d'une station de métro dans la zone forestière de la colonie d'Aarey. La manifestation a donné lieu à plusieurs arrestations.
Les manifestations ont de nouveau éclaté en 2022.

## Lignes

### Ligne Bleue 1
Metro map
La ligne 1 relie Versova dans la banlieue ouest à Ghatkopar dans la banlieue centrale, sur une distance de 11,4 km. Elle est entièrement surélevée et comprend 12 stations. Les travaux sur la ligne Versova - Andheri - Ghatkopar ont commencé le 8 février 2008 et achevés fin 2012. La ligne a été ouverte au service le 8 juin 2014.

### Ligne Jaune 2
Cette ligne est réalisée en deux phases.
Le Premier ministre Narendra Modi a lancé la phase 2A en janvier 2023. La branche 2A, longue de 18,6 km a été exécuté par DMRC pour le compte de MMRDA. Cette dernière compte 17 stations (Dahisar (Ouest) à DN Nagar ) et a couté 90 Milliards INR (2023). La ligne était partiellement opérationnelle depuis le 2 avril 2022 et est devenue pleinement opérationnelle à partir du 19 janvier 2023.
La branche 2B sera longue de 23,6 km et son coût est estimé à 18 Milliards INR (2023). Cette section comportera 22 stations ( DN Nagar à Mandale), dont les travaux ont débuté à la mi-2018.

### Ligne Aqua 3
Ligne entièrement souterraine du métro, la ligne 3 devrait avoir une longueur de 33,50 km de long, et comptera 27 stations une fois entièrement terminé. La ligne de métro reliera le quartier d'affaires de Cuffe Parade au sud de Mumbai avec SEEPZ et Aarey au nord. Il passera également par les aéroports nationaux et internationaux de Mumbai, pour lesquels l'opérateur de l'aéroport (GVK) a promis une injection de capitaux propres de 77,7 Milliards INR (2023).
Le coût de ce corridor a été estimé à 2 313 Milliards INR (2023),. La date limite initiale du projet était 2016, mais elle a été prolongée en raison de plusieurs retards, notamment liés au COVID. La section Aarey Colony à BKC a été inaugurée le 5 octobre 2024 par le Premier ministre Narendra Modi . Cette section a coûté 1 412 Milliards INR (2023) et comprend 10 stations sur un tronçon de 12,44 km. La section restante de BKC à Cuffe Parade devrait être achevée d'ici mars 2025,,.
La ligne aura des échanges avec la ligne 6 prévue à SEEPZ, la ligne 1 à Marol Naka, la ligne 2 à BKC, la ligne centrale à Chhatrapati Shivaji Terminus, le monorail de Mumbai à Mahalaxmi (Jacob Circle) et la ligne occidentale à Mahalaxmi, Mumbai Central et Churchgate.

### Ligne Verte 4
La ligne 4 du métro de Mumbai sera construite en surélevé et longue de 32 km 32 stations sont prévues entre Kasarvadavali (au-delà de Thane) au nord jusqu'à Wadala au sud. Son coût est estimé à 200 Milliards INR (2023). Ce projet aidera à relier la ville de Thane à Mumbai. La ligne a été approuvée par le gouvernement du Maharashtra le 27 septembre 2016,, et les travaux de construction de cette ligne ont commencé à la mi-2018 .La Banque asiatique d'investissement pour les infrastructures accordé un prêt multilatéral de 55 Milliards INR (2023) pour ce projet. Il devrait être achevé d'ici 2025 pour un coût de 155 Milliards INR (2023) et une fréquentation quotidienne prévue de 1.34 Millions de voyageurs.

### Ligne Orange 5
La ligne surélevée Thane à Bhiwandi et Kalyan sera longue de 25 km et comportera 17 stations pour un budget de 842 Milliards INR (2023) .Une extension supplémentaire jusqu'à Taloja à Navi Mumbai est prévue pour une correspondance avec la ligne 12.
La ligne a été approuvée par le ministre en chef Devendra Fadnavis le 19 octobre 2016. Le tronçon Thane – Bhiwandi est en construction (13 km). Bhiwandi – Kalyan est en attente (modification d'itinéraire en cours). La ligne est construite par Afcons en un seul lot de Kalyan à Bhiwandi comprenant 7 stations.

### Ligne Rose 6
La ligne 6 sera longue de 14,5 km. Elle est prévue en aérien surélevé. 13 stations seront construites sur l'axe Lokhandwala-Jogeshwari-Vikhroli-Kanjurmarg. Le budget initial est de 670 Milliards INR (2023)
La ligne reliera le complexe de Lokhandwala à Andheri dans la banlieue ouest à Vikhroli et Kanjurmarg dans la banlieue est. Les stations comprennent le complexe Lokhandwala, Adarsh Nagar, Momin Nagar, JVLR, Shyam Nagar, Mahakali Caves, SEEPZ Village, Saki Vihar Road, Ram Baug, Powai Lake, IIT Powai, Kanjurmarg (W), Vikhroli-Eastern Express Highway.
Le métro 6 offrira des correspondances avec le métro 2 à Infinity Mall à Andheri, avec le métro 3 à SEEPZ, avec le métro 4 et le Mumbai Suburban Railway à Jogeshwari et Kanjurmarg, et avec le métro 7 à JVLR.
La ligne a été approuvée par le ministre en chef Devendra Fadnavis le 19 octobre 2016,. La MMRDA a lancé un appel d'offres pour réaliser une étude détaillée de cartographie aérienne du tracé en avril 2017. Les autorités seront également en mesure de déterminer l'emplacement des arbres le long de l'alignement avec une précision allant jusqu'à 10 cm en utilisant un GPS différentiel (DGPS), tandis qu'un système de triangulation aérienne numérique aidera à déterminer les types d'arbres, leurs hauteurs et leurs diamètres. Le premier tronçon de la ligne 6 devrait ouvrir en 2025.

### Ligne Rouge 7
La ligne 7 sera longue de 16,5 km. Elle est prévue en aérien surélevé ainsi qu'en sous-terrain, sur l'axe Dahisar (Est) au nord jusqu'à Andheri (Est) au sud, avec une extension supplémentaire jusqu'à Bhayander au nord et au terminal 2 de l'aéroport international de Mumbai au sud.
Le budget de la section aérienne initial est de 620 Milliards INR (2023) et 82 Milliards INR (2023) pour la partie sous-terraine.
Une section de la ligne 7 de Dahisar Est à Aarey (ainsi que la section de la ligne 2 de Dahanukarwadi à Dahisar Est) a été ouverte le 2 avril 2022 par le CM de l'époque, Uddhav Thackeray . La dernière section de la ligne (ainsi que la dernière section de la ligne 2A de Dhanukarwadi à Andheri Ouest) a été inaugurée le 19 janvier 2023 par le Premier ministre Narendra Modi.

### Ligne Dorée 8
Metro map
Il s'agit d'une ligne de métro proposée entre l' aéroport international Chhatrapati Shivaji Maharaj et l' aéroport international Navi Mumbai en construction. Il reliera l'aéroport de Mumbai au futur aéroport de Navi Mumbai et sa longueur serait d'environ 32 km.
Le coût des travaux devrait être de 1 500 Milliards INR (2023) et la construction devrait être terminée d'ici octobre 2026. La ligne devrait accueillir 300000 voyageurs quotidiens

### Ligne Rouge 9
La ligne de métro 9 circulera entre Dahisar et Mira Bhayander. Elle comportera 10 stations toutes surélevées. Ce métro en construction de Dahisar à Mira-Bhayandar réduira d'environ 30 km de distance de déplacement entre les banlieues de Mira-Bhayandar et de Mumbai . Il s'agit d'un prolongement de la ligne 7. La phase 1 de la ligne devrait désormais être achevée d'ici juin 2025.

### Ligne Verte 10
En février 2017, la MMRDA a annoncé que le DMRC préparait un rapport de projet détaillé (DPR) sur le métro 10, un projet 9 km d'extension surélevée du métro 4 de Gaimukh à Shivaji Chowk. Le coût du projet est estimé à 90 Milliards INR (2023) avec un nombre de passagers estimé 250 000,,. La ligne sera achevée d’ici 2025.

### Ligne Verte 11
En novembre 2018, la MMRDA a autorisé le métro 11, qui relie Wadala à CSMT. Cela serait considéré comme une extension du métro 4. La longueur de la ligne est 11,4 km et son coût est estimé à ₹8 739 crores 880 Milliards INR (2023) . La ligne sera partiellement souterraine, avec 8 stations souterraines et 2 stations surélevées. Il sera achevé d’ici octobre 2026.

### Ligne Orange 12
MMRDA a planifié le métro 12, qui reliera Kalyan à Taloja . Il s'agit d'un prolongement de la ligne 5. Dans un autre effort de connectivité, l'Autorité de développement de la région métropolitaine de Mumbai (MMRDA) a décidé de relier Mumbai, Thane et Navi Mumbai avec une ligne de métro. La construction a commencé en avril 2024 et devrait être achevée en environ 3 ans. La gare de Kalyan et la gare APMC de Kalyan ont été ajoutées au nouvel itinéraire.

### Ligne Violette 13
Il s'agit d'un projet de métro proposé pour relier Mira Road à Virar . La durée du projet est 23 km (14 mi) et le coût estimé du projet est de 690 Milliards INR (2023).

### Ligne Fushia 14
Il s'agit d'un projet de métro approuvé pour relier Vikhroli à Kanjurmarg et plus loin à Ambernath - Badlapur. Il y aura une intersection à Kanjurmarg avec la ligne 6, la ligne rose. Ce projet est maintenant au stade du DPR. La durée du projet est de 45 km et le coût estimé du projet est de 1 350 Milliards INR (2023). Il sera achevé d’ici octobre 2026.

## Galerie

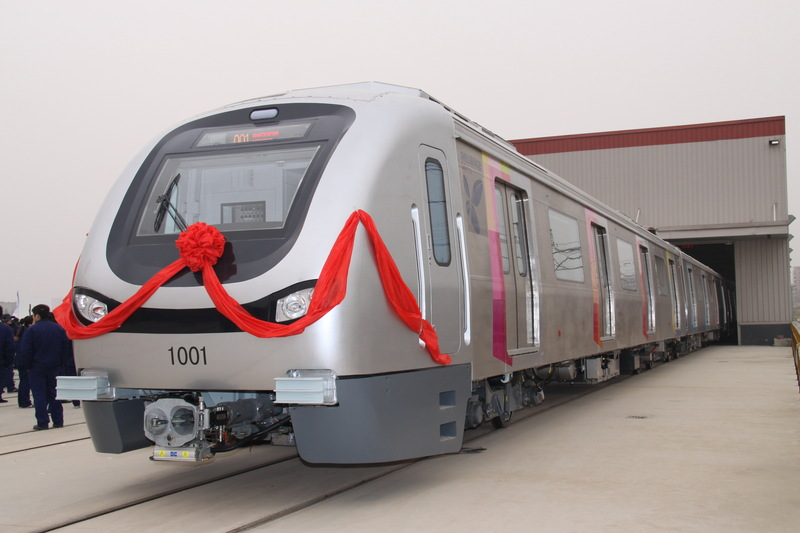
Métro de Mumbai en 2010
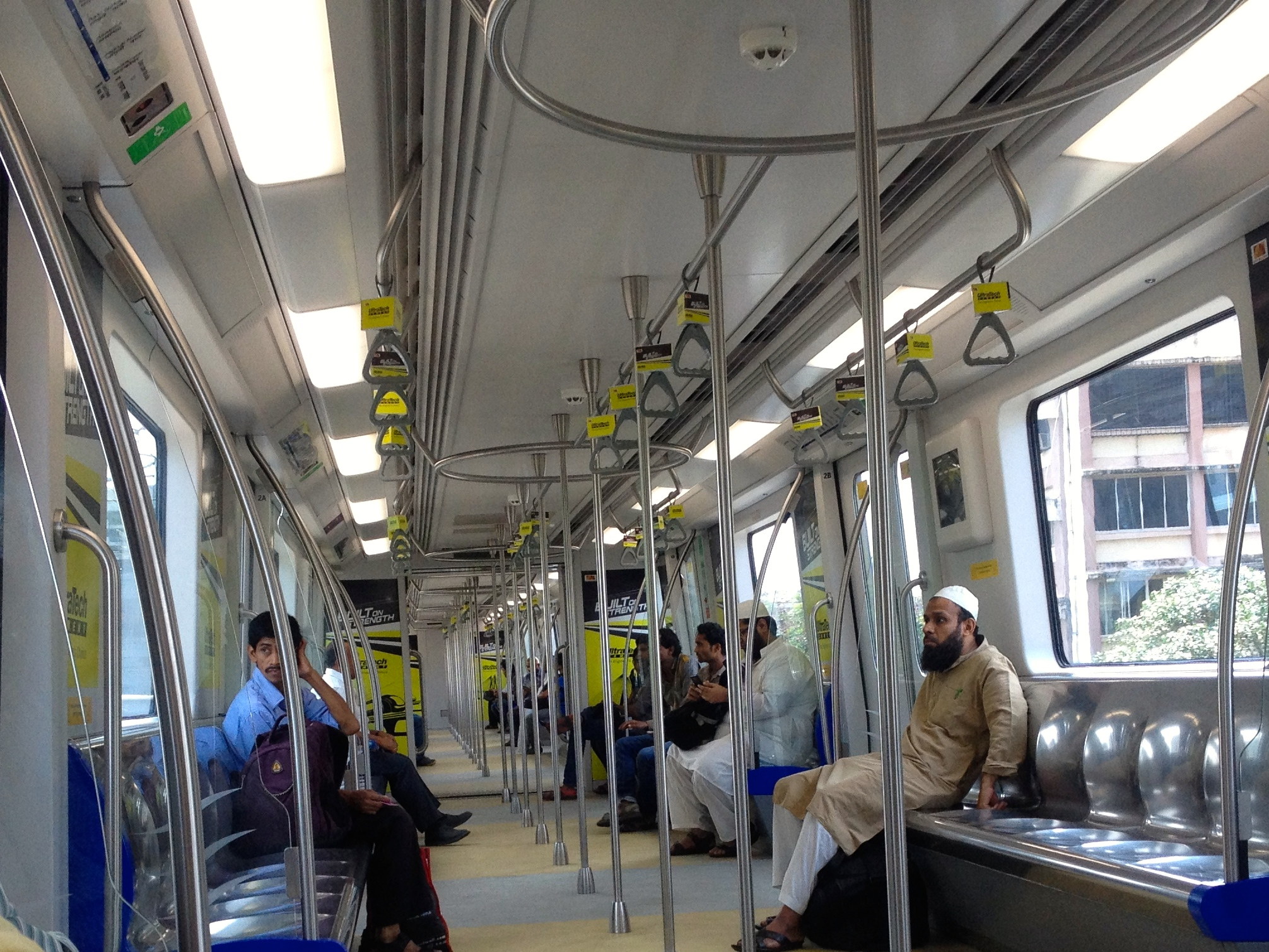
Intérieur d'une rame de métro
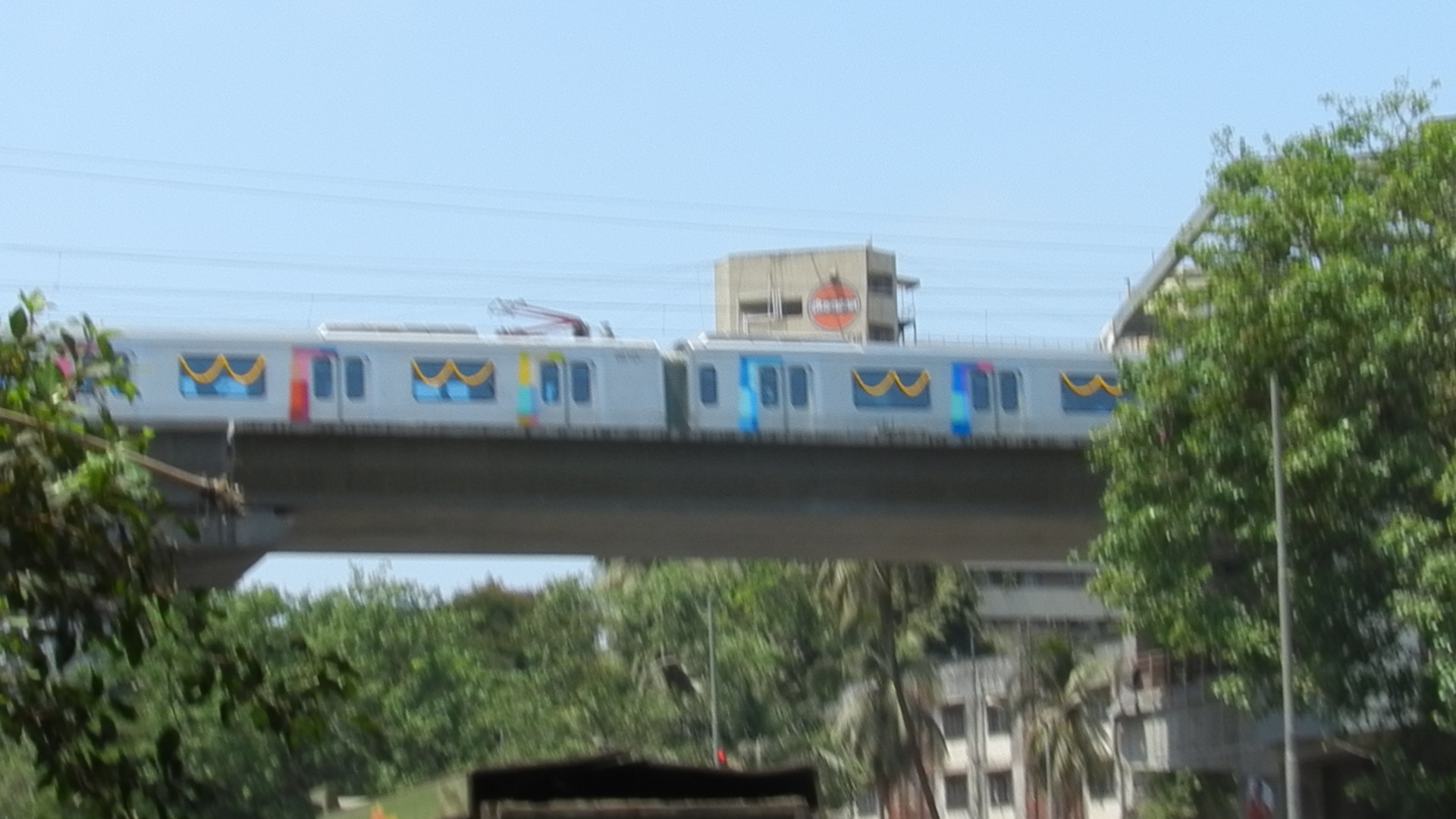
Une rame de métro sur un viaduc surélevé
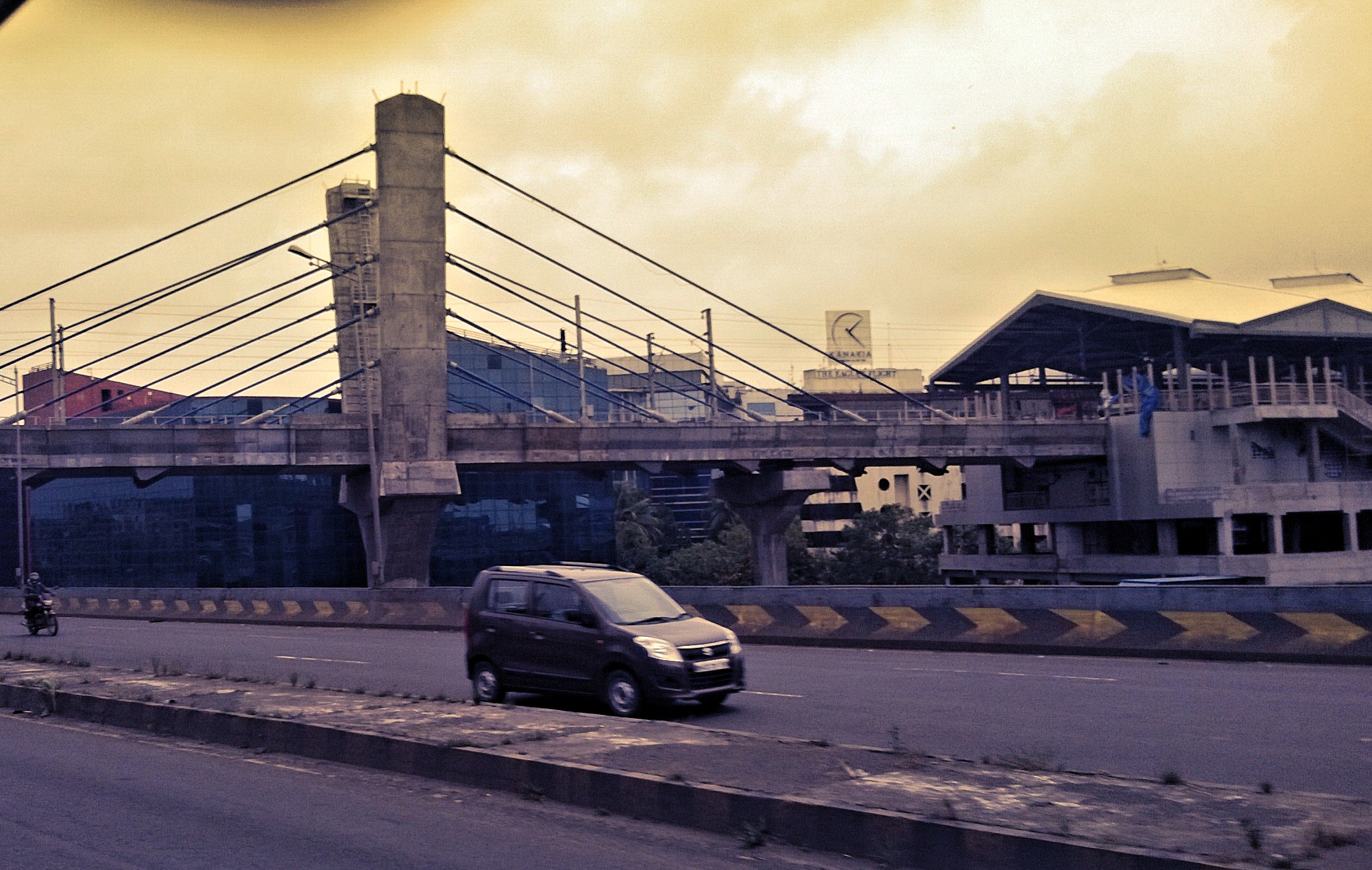
Pont du métro, une partie du métro de Mumbai

Carte montrant tous les services ferroviaires de Mumbai, y compris le métro, le monorail et les services de banlieue

Les lignes du métro de Mumbai sont actuellement identifiées par des numéros. En mars 2016, le commissaire métropolitain de la MMRDA, UPS Madan, a annoncé que toutes les lignes du système seraient codées par couleur après l'ouverture de nouvelles lignes.
| Sections en service               | Sections en service | Sections en service     | Sections en service     | Sections en service | Sections en service | Sections en service |
| No.                               | Nom de la ligne     | Terminal                | Terminal                | Stations            | Longueur (km)       | Date d'ouverture    |
| --------------------------------- | ------------------- | ----------------------- | ----------------------- | ------------------- | ------------------- | ------------------- |
| 1                                 | Line 1              | Versova                 | Ghatkopar               | 12                  | 11.4                | 8 juin 2014         |
| 2                                 | Line 2              | Dahisar East            | Dahanukarwadi           | 9                   | 9.8                 | 2 avril 2022        |
| 2                                 | Line 2              | Dahanukarwadi           | Andheri West            | 8                   | 8.8                 | 19 janvier 2023     |
| 3                                 | Line 3              | Aarey Colony            | Income Tax Office (BKC) | 10                  | 12.7                | 5 octobre 2024      |
| 4                                 | Line 7              | Dahisar East            | Aarey                   | 10                  | 10.7                | 2 avril 2022        |
| 4                                 | Line 7              | Aarey                   | Gundavali               | 4                   | 5.8                 | 19 janvier 2023     |
|                                   |                     |                         |                         | 53                  | 60                  |                     |
| Sections en cours de construction |                     |                         |                         |                     |                     |                     |
| No.                               | Nom de la ligne     | Terminal                | Terminal                | Stations            | Distance (km)       | Date d'ouverture    |
| 1                                 | Line 2B             | Andheri West            | Diamond Garden          | 15                  | 23.6                | décembre 2027       |
| 1                                 | Line 2B             | Diamond Garden          | Mandale                 | 5                   | 23.6                | mars 2026           |
| 2                                 | Line 3              | Income Tax Office (BKC) | Cuffe Parade            | 17                  | 20.8                | mai 2025            |
| 3                                 | Line 4              | Gaimukh                 | Kasarvadavali           | 2                   | 2.9                 | 2026                |
| 3                                 | Line 4              | Kasarvadavali           | Bhakti Park (Wadala)    | 32                  | 32.3                | 2026                |
| 4                                 | Line 5              | Kapurbawdi              | Kalyan APMC             | 17                  | 24.9                | 2027                |
| 5                                 | Line 6              | Swami Samarth Nagar     | Vikhroli EEH            | 13                  | 14.5                | avril 2026          |
| 6                                 | Line 7A             | Gundavali               | CSMIA T2                | 2                   | 3.2                 | 2026                |
| 7                                 | Line 9              | Mira-Bhayandar          | Dahisar (East)          | 10                  | 11.4                | juin 2026           |
| 8                                 | Line 12             | Kalyan APMC             | Taloja                  | 17                  | 20.8                | décembre 2027       |
|                                   |                     |                         |                         | 130                 | 155                 |                     |
| Sections à l'étude                |                     |                         |                         |                     |                     |                     |
| No.                               | Nom de la ligne     | Terminal                | Terminal                | Stations            | Distance (km)       | Date d'ouverture    |
| 1                                 | Line 8              | CSMIA T2                | NMIA                    | 12                  | 35                  | Approved            |
| 2                                 | Line 10             | Gaimukh                 | Shivaji Chowk           | 5                   | 9.2                 | Approved            |
| 3                                 | Line 11             | Anik Nagar Bus Depot    | SPM Circle              | 11                  | 16                  | Approved            |
| 4                                 | Line 13             | Shivaji Chowk           | Virar                   | 20                  | 23                  | Approved            |
| 5                                 | Line 14             | Vikhroli EEH            | Badlapur                | 40                  | 45                  | Approved            |
|                                   |                     |                         |                         | 88                  | 1280                |                     |

## Matériel roulant
Reliance Infrastructure a consulté un certain nombre de grands constructeurs internationaux de matériel roulant pour fournir la flotte de trains du métro de Mumbai. Parmi les soumissionnaires pour le contrat figuraient des fabricants de véhicules de métro établis tels que Kawasaki, Alstom, Siemens et Bombardier, mais CRRC Nanjing Puzhen de Chine a finalement été choisi pour fournir le matériel roulant pour ₹600 crore. En mai 2008, CSR Nanjing a achevé la construction des 16 premiers trains, chacun composé de quatre voitures[réf. nécessaire]. Les dix premiers trains auraient été prêts à fonctionner en janvier 2013.
Les voitures sont ignifuges, climatisés et conçues pour réduire le bruit et les vibrations. Elles disposeront à la fois d'une grande capacité d'accueil et d'un grand espace pour les passagers debout. Ils seront équipés de nombreuses fonctionnalités de sécurité et de confort, notamment des écrans LCD, des cartes d'itinéraires en 3D, des trousses de premiers secours, des installations pour fauteuils roulants, des équipements de lutte contre les incendies et des systèmes d'interphone permettant de communiquer avec le conducteur du train. Chaque autocar sera en outre équipé d'une boîte noire pour faciliter les enquêtes en cas d'accident. Les trains pourront transporter plus de 1 100 passagers dans une unité de quatre voitures, chaque voiture mesurant environ 2,9 m de large.
En 2018, la Mumbai Metro Rail Corporation a choisi Alstom pour fournir 31 trains de huit voitures pour la ligne Aqua (ligne 3) . Ces trains sont capables de fonctionner sans conducteur et ont été construits dans l'usine Alstom de Sri City, dans l'Andhra Pradesh.
En 2018, l'Autorité de développement de la région métropolitaine de Mumbai, qui exploitera toutes les lignes de métro à l'exception de la ligne 3, a attribué un appel d'offres à Bharat Earth Movers Ltd. (BEML) pour la fourniture de 63 rames (378 voitures) pour la ligne jaune (ligne 2) et la ligne rouge (ligne 7) pour un coût de ₹3 015 crores (427,33 millions de dollars). Capables de fonctionner sans conducteur, les trains sont fabriqués dans l'usine BEML de Bengaluru et la première rame de la ligne jaune est arrivée à Mumbai le 27 janvier 2021, et continuera de recevoir le reste des rames jusqu'en 2022,. Le 17 janvier 2021, Bombardier a remporté l'appel d'offres pour la fourniture de 234 voitures sans conducteur pour la ligne verte (ligne 4) de configuration à six voitures du métro de Mumbai. Cependant, le contrat a été annulé en mars 2022 en raison des retards et des incertitudes du projet,.

## Alimentation électrique
Contrairement à 97 % des couloirs de métro dans le monde qui fonctionnent en courant continu (CC), le métro de Mumbai fonctionne en courant alternatif (CA), qui demande plus de main-d'œuvre et de coûts. Dilip Kawathkar, directeur du projet conjoint MMRDA, a déclaré que le courant alternatif avait été choisi « après une étude approfondie menée par une équipe d'experts » qui a conclu que le modèle AC était « une meilleure option ». Les soumissionnaires pour la ligne 3 seraient en faveur du modèle DC. Les experts estiment que la décision d'utiliser le courant alternatif augmentera le coût du projet de lignes souterraines de 15 %, car davantage de travaux de creusement sont nécessaires pour que le rail puisse fonctionner sur le courant alternatif.

## Signalisation et communications
Le métro de Mumbai sera doté d'un système de signalisation avancé, comprenant un système de protection automatique des trains (ATPS) et une signalisation automatisée pour contrôler les mouvements des trains sur les 11 kilomètres (6,835083112 mi) Ligne 1. Un intervalle de service de quatre minutes est prévu sur l'itinéraire.
Siemens fournira les systèmes de signalisation nécessaires au projet, tandis que le groupe Thales fournira les systèmes de communication du métro. Les systèmes de signalisation et de contrôle des trains du réseau seront basés sur la technologie LZB 700M.

## Nombre de passagers
Le 21 octobre 2019, exactement 1 960 jours (environ 5 ans) après le lancement de la ligne 1 du métro de Mumbai, le système a franchi la barre des 6 Milliards de passagers, avec une fréquentation quotidienne moyenne d'environ 450 000 passagers.

## Carte ferroviaire de Mumbai, y compris le métro
Liste des stations de métro de Mumbai